# Multidentia concrescens
Multidentia concrescens är en måreväxtart som först beskrevs av Arthur Allman Bullock, och fick sitt nu gällande namn av Diane Mary Bridson och Bernard Verdcourt. Multidentia concrescens ingår i släktet Multidentia och familjen måreväxter. Inga underarter finns listade i Catalogue of Life.